# Tętnica podżebrowa

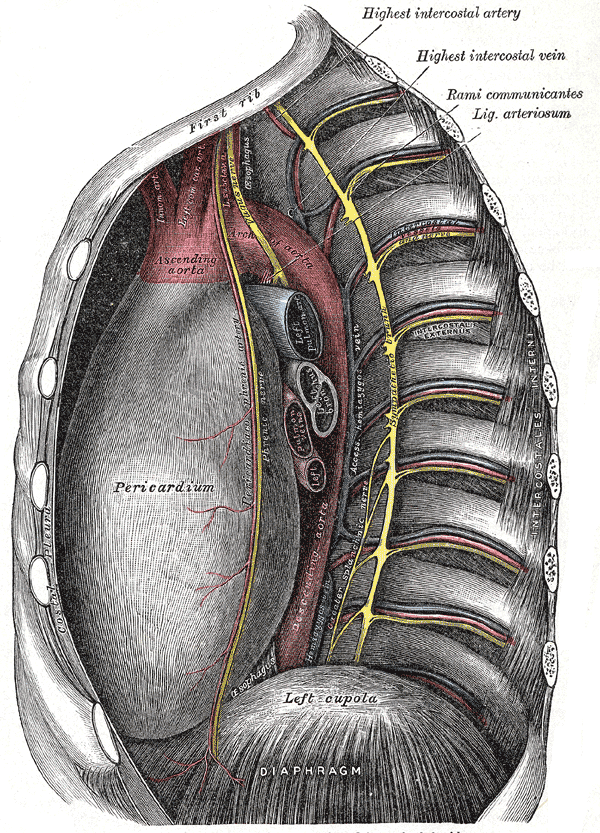
Tętnice międzyżebrowe tylne widoczne w prawej części ilustracji, oznaczone czerwonym kolorem. Tętnica podżebrowa, na ilustracji niewidoczna, ma przebieg podobny do nich.

Tętnica podżebrowa (łac. arteria subcostalis) – w anatomii człowieka gałąź ścienna aorty będąca odpowiednikiem tętnicy międzyżebrowej tylnej, przebiegającym po obu stronach ciała pod XII żebrem (dawniej nazywana tętnicą międzyżebrową tylną XII). W jej przebiegu towarzyszy jej nerw podżebrowy i żyła podżebrowa. 
Po odejściu od aorty i skrzyżowaniu trzonu kręgu tętnica podżebrowa przebiega pod łukiem lędźwiowo-żebrowym bocznym przepony, następnie przechodzi w obręb ściany brzucha i kontynuuje swój przebieg wzdłuż dolnego brzegu dwunastego żebra. Z tyłu sąsiaduje z mięśniem czworobocznym lędźwi, z przodu – z okrężnicą wstępującą (prawa tętnica podżebrowa) i okrężnicą zstępującą (lewa tętnica). Następnie przeszywa rozcięgno początkowe mięśnia poprzecznego brzucha i podobnie jak dolne tętnice międzyżebrowe tylne znajduje się pomiędzy mięśniem poprzecznym brzucha a mięśniem skośnym wewnętrznym brzucha. Na swoim przebiegu oddaje gałąź grzbietową, od której z kolei odchodzi gałąź rdzeniowa.
Tętnica podżebrowa wytwarza zespolenia z tętnicą nabrzuszną górną, tętnicą międzyżebrową tylną XI i tętnicami lędźwiowymi.